# 李忠 (漢)
李 忠（り ちゅう、? - 43年）は、後漢の武将。字は仲都（ちゅうと）。東萊郡黄県（山東省竜口市）の人（『後漢書』列伝11・本伝）。光武帝の功臣であり、雲台二十八将の第25位に序せられる（『後漢書』列伝12）。

## 事跡
| 姓名           | 李忠 |
| 時代           | 前漢時代 - 後漢時代 |
| 生没年         | 生年不詳 - 43年（建武19年） |
| 字・別号       | 仲都（字） |
| 本貫・出身地等 | 青州東萊郡黄県 |
| 職官           | 高密国郎〔前漢〕 →新博属長（信都都尉）〔新→更始〕 →右大将軍〔劉秀〕 →行信都太守事〔劉秀〕 →信都都尉〔劉秀〕 →五官中郎将〔後漢〕 →丹陽太守〔後漢〕→豫章太守〔後漢〕 |
| 爵位・号等     | 武固侯〔劉秀（後漢）〕→中水侯〔後漢〕 |
| 陣営・所属等   | 平帝→孺子嬰→王莽 →更始帝→光武帝（劉秀） |
| 家族・一族     | 子：李威 |

元始年間（1年 - 5年）に高密国の郎となる。王莽の世に新博の属長（新制。漢制の信都郡の尉に同じ）となる。
更始元年（23年）、劉玄が更始帝を称すると、李忠を信都郡の都尉に任命した。
更始2年（24年）、薊県から逃れてきた劉秀を信都太守の任光・県令の萬脩らとともに迎え入れた。右大将軍を拝命し武固侯に封じられ、鉅鹿の王郎軍に対する包囲戦に参加した。この頃、信都が王郎の勢力下に入り、李忠は更始帝軍と共に信都に向い、太守を代行する。劉秀が信都郡を奪還し、任光が太守に復帰すると李忠も都尉に戻った。
建武2年（26年）、代わって中水侯に封じられる。五官中郎将に任命され、山東の軍閥の龐萌や董憲らを平定した。
建武6年（30年）、丹陽太守に移る。長江・淮水流域の沿海部に土着する勢力を討ち、住民の教化・戸籍登録に務めた。墾田は拡大し、戸籍に登載された流民は3年間で5万余口にのぼった。
建武14年（38年）、三公が李忠の治績は天下第一である旨上奏した。その後に豫章太守に移る。病により引退し、洛陽に召される。
建武19年（43年）、逝去した。

## 人柄・逸話

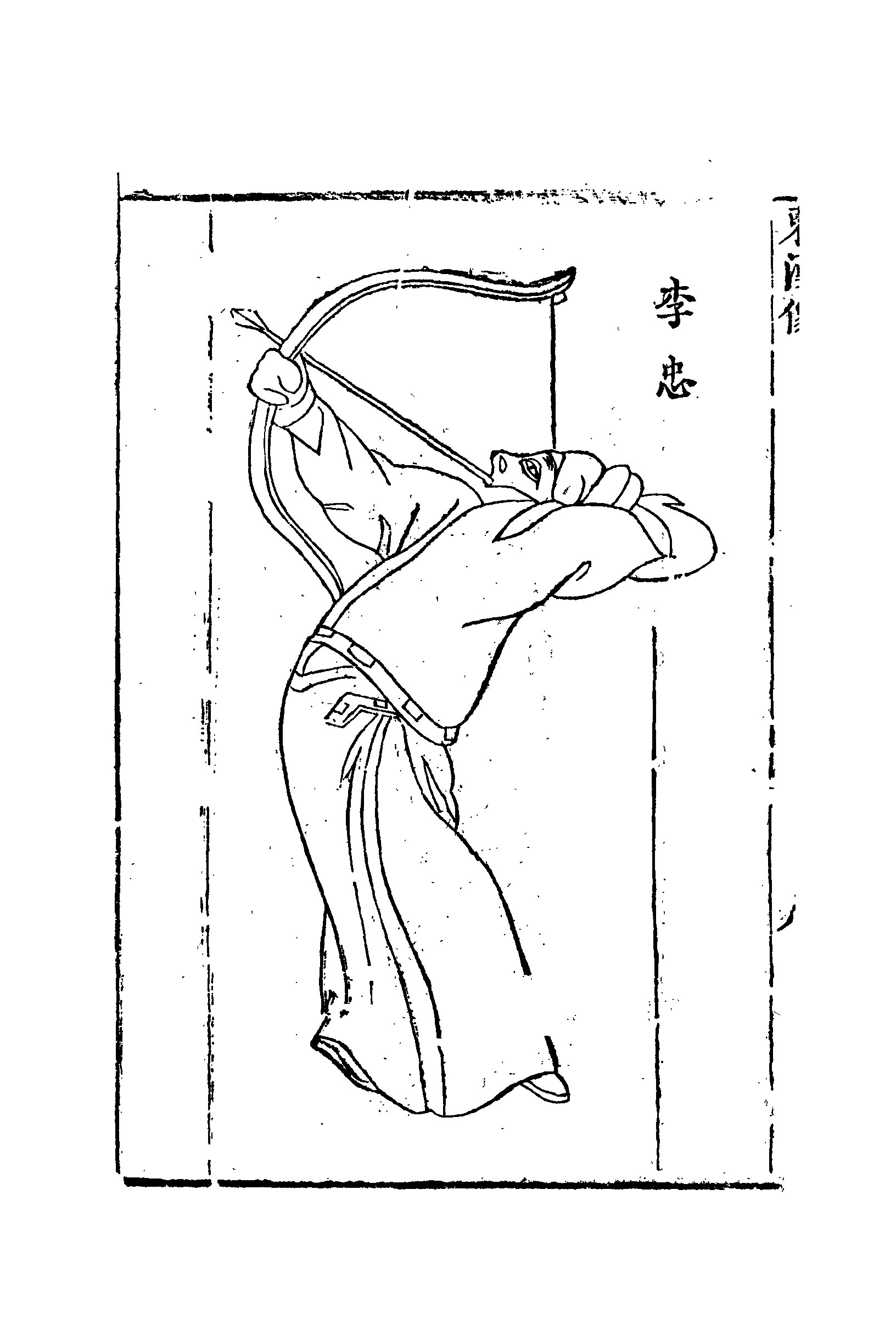
李忠

- 河北攻略の途上、劉秀が諸将に略奪した財物について問うたところ、李忠だけが略奪をしていなかった。劉秀は自らの馬と衣服を李忠にのみ与えた。
- 信都の豪族の馬寵が王郎軍と内応し、李忠の母・妻を捕えて李忠に寝返りをそそのかしたことがあった。馬寵の弟は李忠の校尉であったが、李忠は内応に関わったとして馬寵の弟を殺した。劉秀はその忠義心に感じ入り、家族の救出に向かうため軍を離れてよいと言い渡した。李忠は「私は殿の大恩を受け、殿に命を捧げる所存です。身内の事などは顧みません」と答えた。劉秀は任光の軍を信都に遣わしたが、兵士たちが途中で散って王郎に降り、功なく戻った。たまたま劉玄軍の部将が信都の王郎軍を攻め、李忠の家族は救われた。劉秀は李忠を信都太守代行として帰し、李忠は信都の豪族で王郎軍に内応した者数百人を殺した。